# Oedoparena glauca
Oedoparena glauca är en tvåvingeart som först beskrevs av Daniel William Coquillett 1900.  Oedoparena glauca ingår i släktet Oedoparena och familjen buskflugor. Inga underarter finns listade i Catalogue of Life.